# Phanoderma parasiticum
Phanoderma parasiticum är en rundmaskart som beskrevs av E. Ditlevsen 1926. Phanoderma parasiticum ingår i släktet Phanoderma och familjen Phanodermatidae. Inga underarter finns listade i Catalogue of Life.